# Simon S. Lam

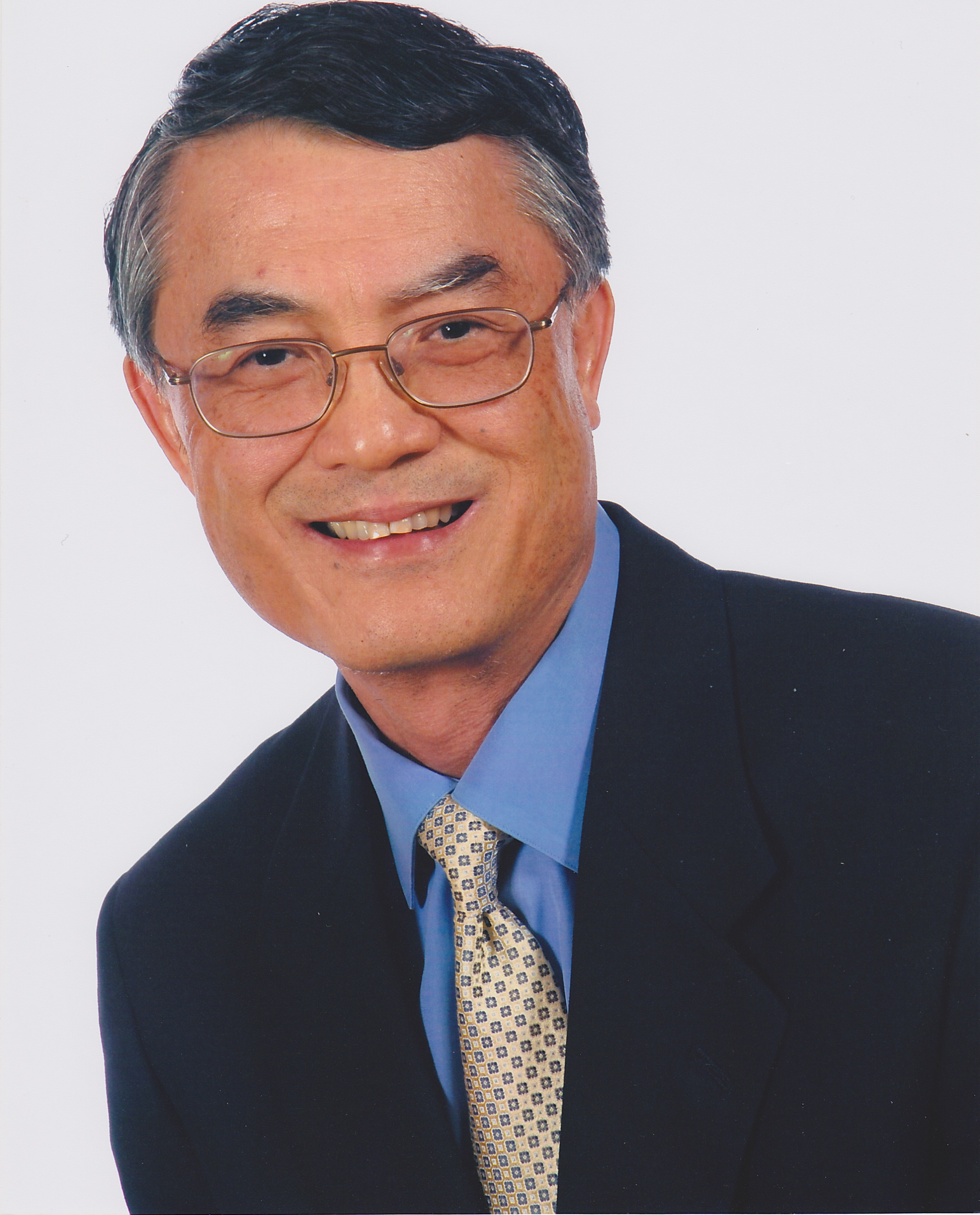
Simon S. Lam, 2011

Simon Shin-Sing Lam (* 31. Juli 1947 in Macau) ist ein US-amerikanischer Informatiker, der sich mit sicheren Protokollen für Computer-Netzwerke befasst.
Lam studierte Elektrotechnik an der Washington State University mit dem Bachelor-Abschluss 1969 sowie an der University of California, Los Angeles (UCLA), mit dem Master-Abschluss 1970 und der Promotion 1974. Von 1971 bis 1974 war er am Network Measurement Center der ARPA an der UCLA und 1974 bis 1977 am Thomas J. Watson Research Center von IBM. 1977 wurde er Assistant Professor, 1979 Associate Professor und 1985 Professor an der University of Texas at Austin. Von 1992 bis 1994 stand er der Fakultät für Informatik vor. Ab 2001 hat er den Regents Chair in Computer Science.
2007 wurde er Mitglied der National Academy of Engineering. 2004 erhielt er den ACM Software System Award für die Entwicklung des ersten Secure Socket Layer (Secure Network Programming, SNP). 2004 erhielt er den W. Wallace McDowell Award der IEEE Computer Society und den ACM SIGCOMM Award. Er ist Fellow der Association for Computing Machinery (ACM, 1998) und IEEE Fellow (1985).